# Alan Barrett (Ruderer)
Alan John Barrett (* 14. November 1912 in Valletta, Malta; † 8. April 1961 in Northwich, England) war ein britischer Ruderer.
Barrett ruderte für den London Rowing Club. Er gewann 1932 mit dem Junioren-Achter seines Vereins bei der Kingston Regatta und unterlag mit dem Erwachsenen-Achter 1934 dem Thames Rowing Club bei der Henley Royal Regatta.
Für die Olympischen Spiele 1936 in Berlin rückte Barrett in den Vierer ohne Steuermann zusammen mit Thomas Bristow, Peter Jackson und John Sturrock. Die Briten belegten im Vorlauf den zweiten Platz hinter den Schweizern und siegten dann in ihrem Halbfinale. Im Finale gewannen die Briten die Silbermedaille mit fast fünf Sekunden Rückstand auf das deutsche Boot, vier Sekunden hinter den Briten erkämpften die Schweizer die Bronzemedaille.
Barrett besuchte die King’s School in Canterbury und studierte Medizin am Guy’s Hospital. Er arbeitete später als Arzt in London und in Malta.